# علوم اعصاب عاطفی
علوم اعصاب عاطفی (به انگلیسی: affective neuroscience) شاخه ای میان رشته‌ای از روان‌شناسی عاطفی و عصب‌شناسی با هدف مطالعهٔ نحوهٔ پردازش هیجان‌ها به‌دست مغز است. این حوزه به بررسی خودانگیختهٔ ایجاد هیجان و گرایش‌های و رفتارهای وابسته به آن می‌پردازد. این رشته عمیقاً به روان‌شناسی انگیزش و هیجان و روانشناختی عاطفی و روان‌شناسی اجتماعی وامدار است و بنیان‌های نظری این رشته‌ها با یافته‌های خود تغذیه می‌کند.